# Chrysosoma schistellum
Chrysosoma schistellum är en tvåvingeart som beskrevs av Frey 1924. Chrysosoma schistellum ingår i släktet Chrysosoma och familjen styltflugor. Inga underarter finns listade i Catalogue of Life.